# Белоградчикские скалы
Белоградчикские скалы (болг. Белоградчишки скали) — группа скальных образований необычной формы из песчаника и конгломерата, расположенная на западном склоне гор Стара-Планина недалеко от города Белоградчик на северо-западе Болгарии. Их цвет варьируется от красного до желтого; высота достигает 200 м. Многие имеют причудливые очертания, и с ними связаны интересные легенды. Зачастую их называли в честь людей или предметов, на которые они походили. Белоградчикские скалы объявлены болгарским правительством природной достопримечательностью и являются главной туристической достопримечательностью региона. Это единственное место обитания находящегося под угрозой исчезновения болгарского эндемичного растения Hieracium belogradcense.

## География

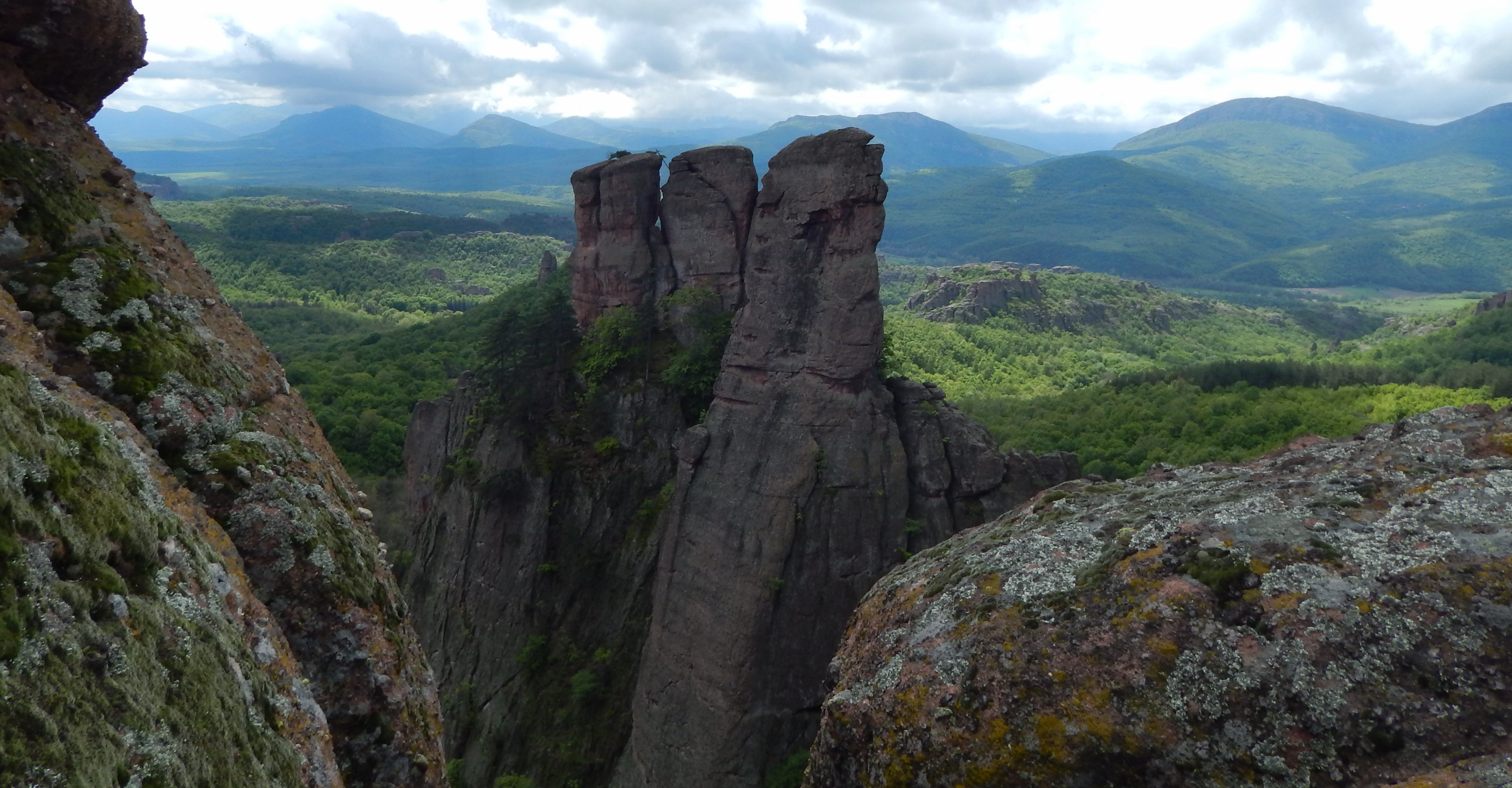
Белоградчикские скалы

Белоградчикские скалы занимают площадь около 50 км² в западной части Стара-Планины, от села Рабиша на западе до села Белотинци на востоке.
Центральная группа скал расположена к югу от Белоградчика. В неё входят наиболее интересные образования: «Адам и Ева», «Грибы», «Ученица», «Медведь», «Дервиш», «Пастушок», «Лев», «Верблюд», «Мадонна», «Всадник», «Монахи», «Богиня Бендида», «Бунтарь Велко» и многие другие.
К западу от Белоградчика находится вторая группа скал, многие из которых окружены крутыми обрывами. Самые известные — «Збеговете», «Еркуприя» и «Борич».
Третья группа, в 4 км к востоку от Белоградчика, включает скалы вокруг Латинских ворот и пещеры Липеник.
Четвертая скальная группа лежит между сёлами Боровица и Фалковец. Среди них «Сосновый камень», «Пчелин камень», «Торлак» и «Момина скала».
Пятая группа скал расположена между сёлами Гюргич и Белотинци.

## Геология

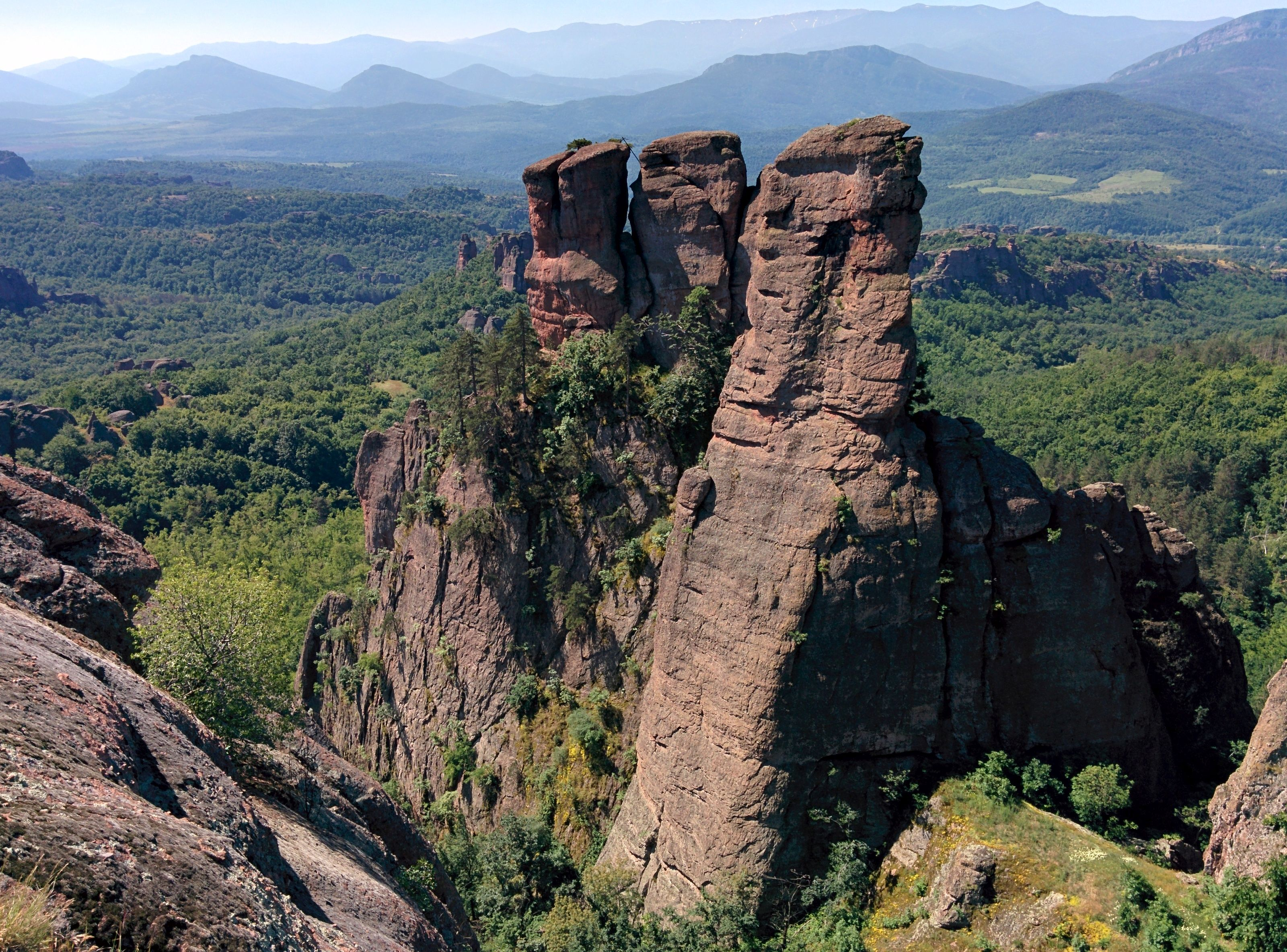
Белоградчикские скалы

Белоградчикские скалы, панорамный вид

Многочисленные скалы необычных форм и небольшие долины с крутыми вертикальными склонами сложились на протяжении сотен миллионов лет в результате естественных процессов эрозии, денудации, роста мхов и лишайников и других природных факторов.
Формирование Белоградчикских скал началось во время пермского периода. Позже, во время триасового периода, регион оказался на дне мелководного моря. В то же время разрушение ранних палеозойских пород привело к образованию огромного количества гравия, песка и глины, которые выносились реками в море. Осадочные породы накапливались, постепенно утолщались слои конгломератов и песчаников. Куски конгломерата становились округлыми под воздействием воды.
Во время юрского периода, за 20 миллионов лет, слоистые материалы прочно склеились с помощью песчано-глинистой спайки или кремния. Жаркий и сухой климат способствовал массовому образованию оксида железа, или гематита, который придал скалам их ржавый красный цвет. Когда земная кора стала оседать, более лёгкие небольшие песчаники соединялись с красными конгломератами.
В начале кайнозойской эры и в начале альпийского тектонического цикла в Балканских горах формировались крупные антиклинали; за это время регион превратился в сушу. Около 45 миллионов лет назад началось поднятие Белоградчикской антиклинали. При этом известняки и конгломераты трескались в ядре, создавая вертикальные и горизонтальные складки на гребне антиклинали. В ядре Белоградчикской антиклинали найдены палеозойские породы, а склоны состоят из конгломератов, песчаников и известняков юрского периода.
Вертикальная проницаемость и действие рек способствовали вертикальной эрозии горных пород, а разломы, где происходили тектонические движения, были преобразованы эрозией в небольшие долины и перевалы с отвесными или крутыми склонами, образующими отдельные вертикальные блоки в виде нынешних скальных формирований.

## Туризм
Белоградчикские скалы являются важным туристическим объектом, вместе с городом Белоградчик и крепостью Белоградчик, в которой скалы служат естественным оборонительным сооружением, и близлежащей пещерой Магура (недалеко от села Рабиша). Ещё одна достопримечательность района — Баба Вида, средневековая крепость в соседнем городе Видин на Дунае.
В 1949 году болгарский комитет окружающей среды объявил скалы природным памятником, а в 1987 году они вошли в Национальный реестр памятников природы.
В 1984 году Белоградчикские скалы и пещера Магура были внесены в список объектов, предложенных к включению в список Всемирного наследия ЮНЕСКО. Белоградчикские скалы находятся на рассмотрении в качестве геопарка в Европейской сети геопарков и в Глобальной сети геопарков ЮНЕСКО.
В январе 2009 года Белоградчикские скалы были номинированы Болгарией на звание одного из 7 новых чудес природы.

## Галерея

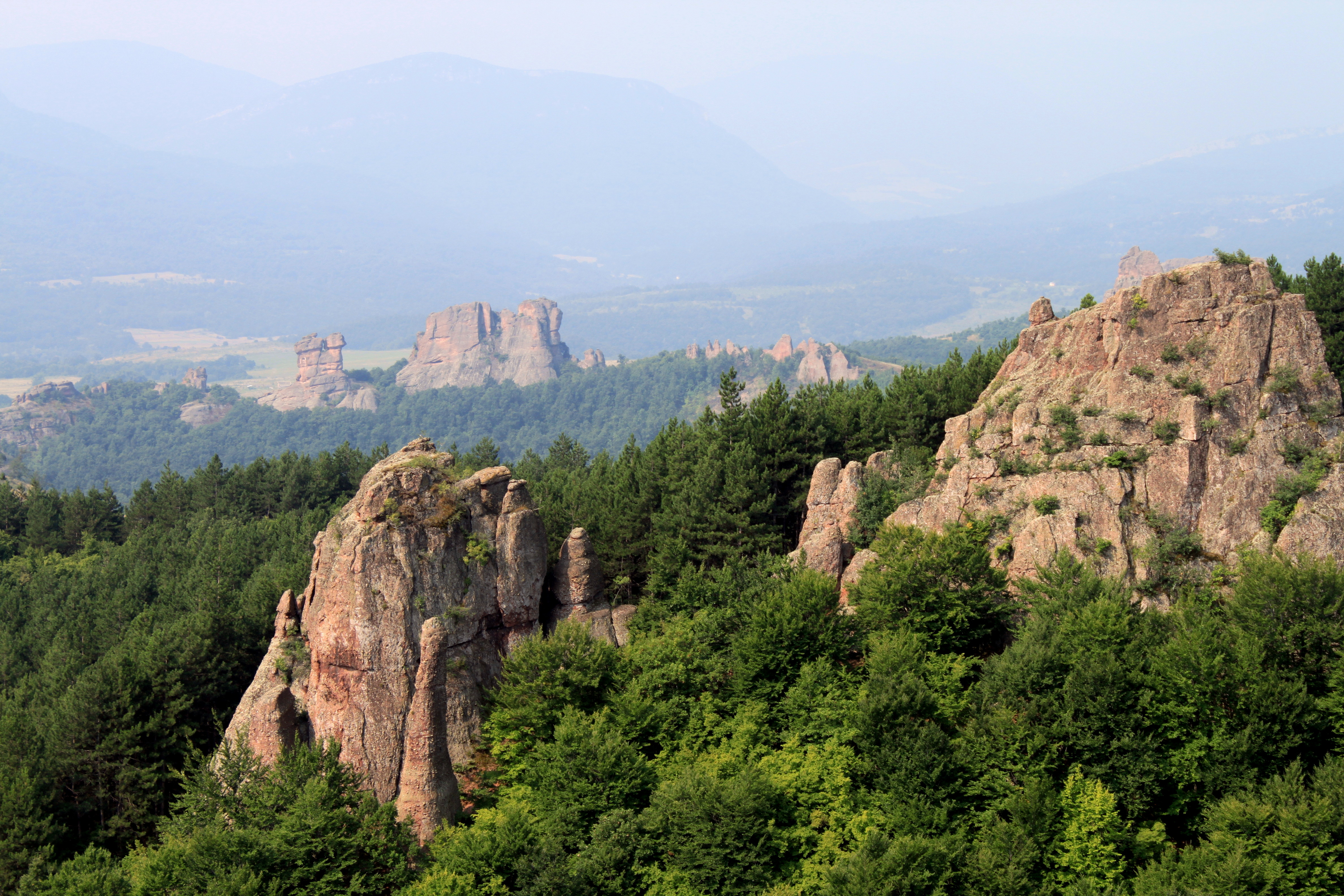
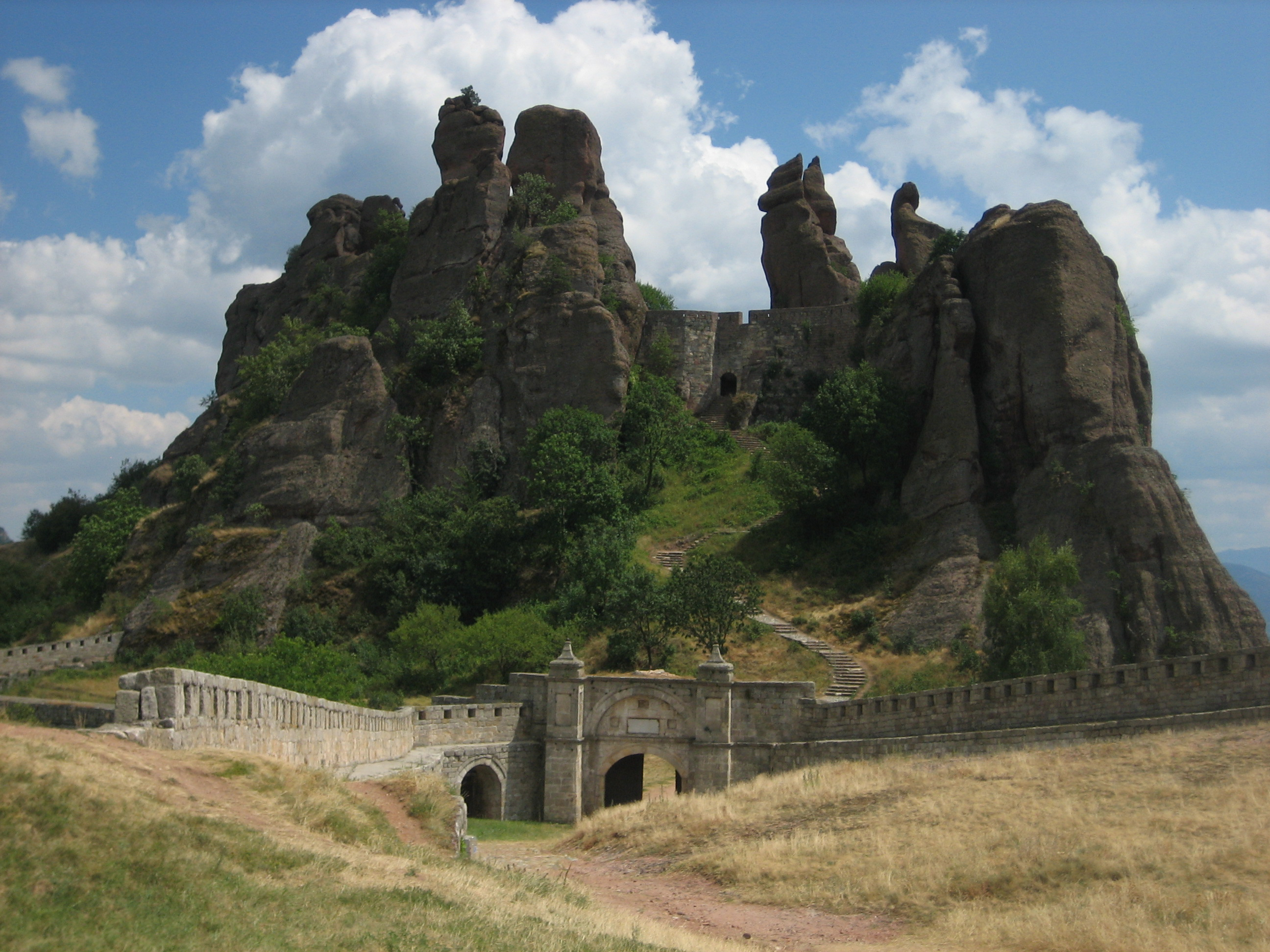
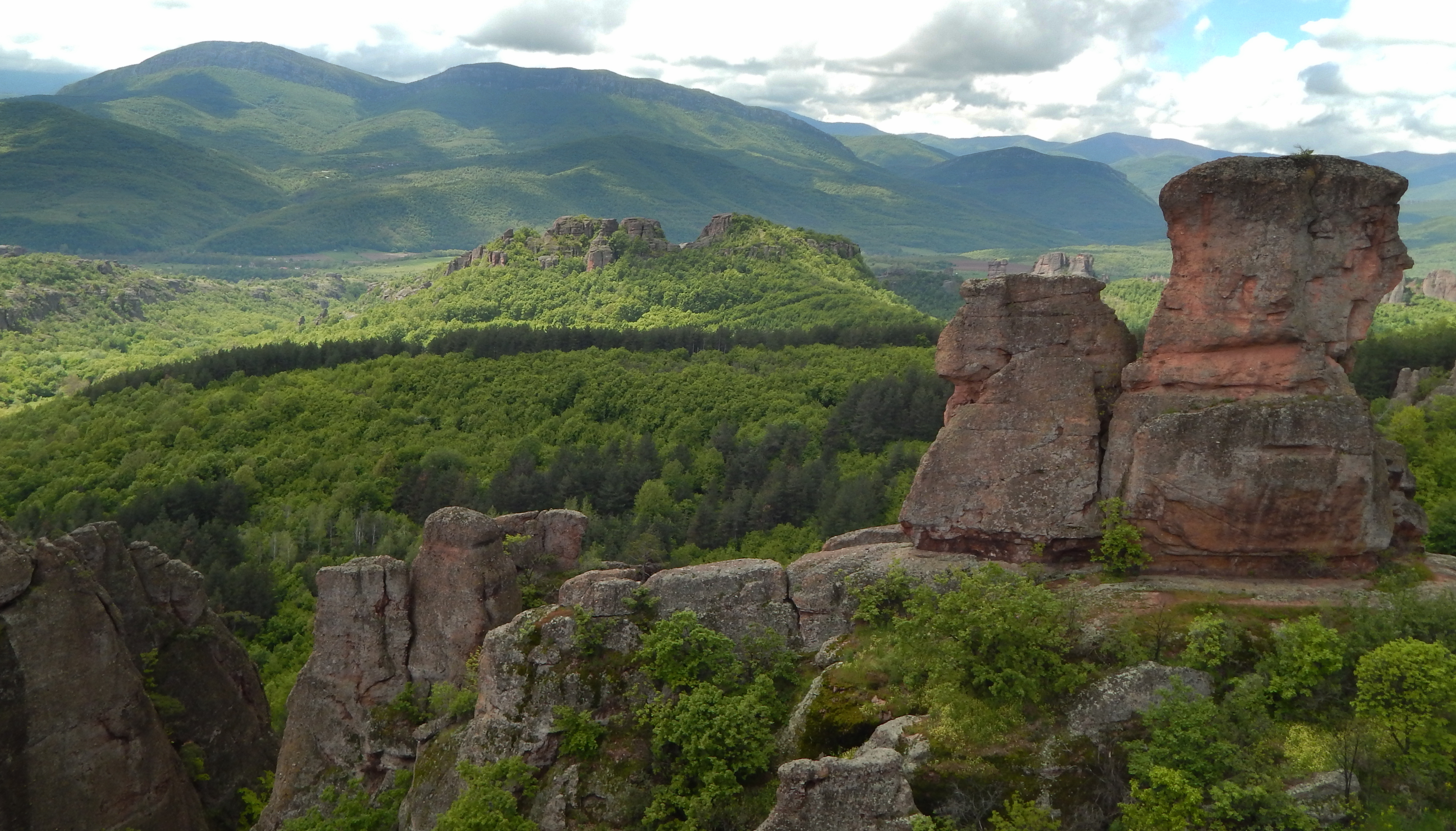
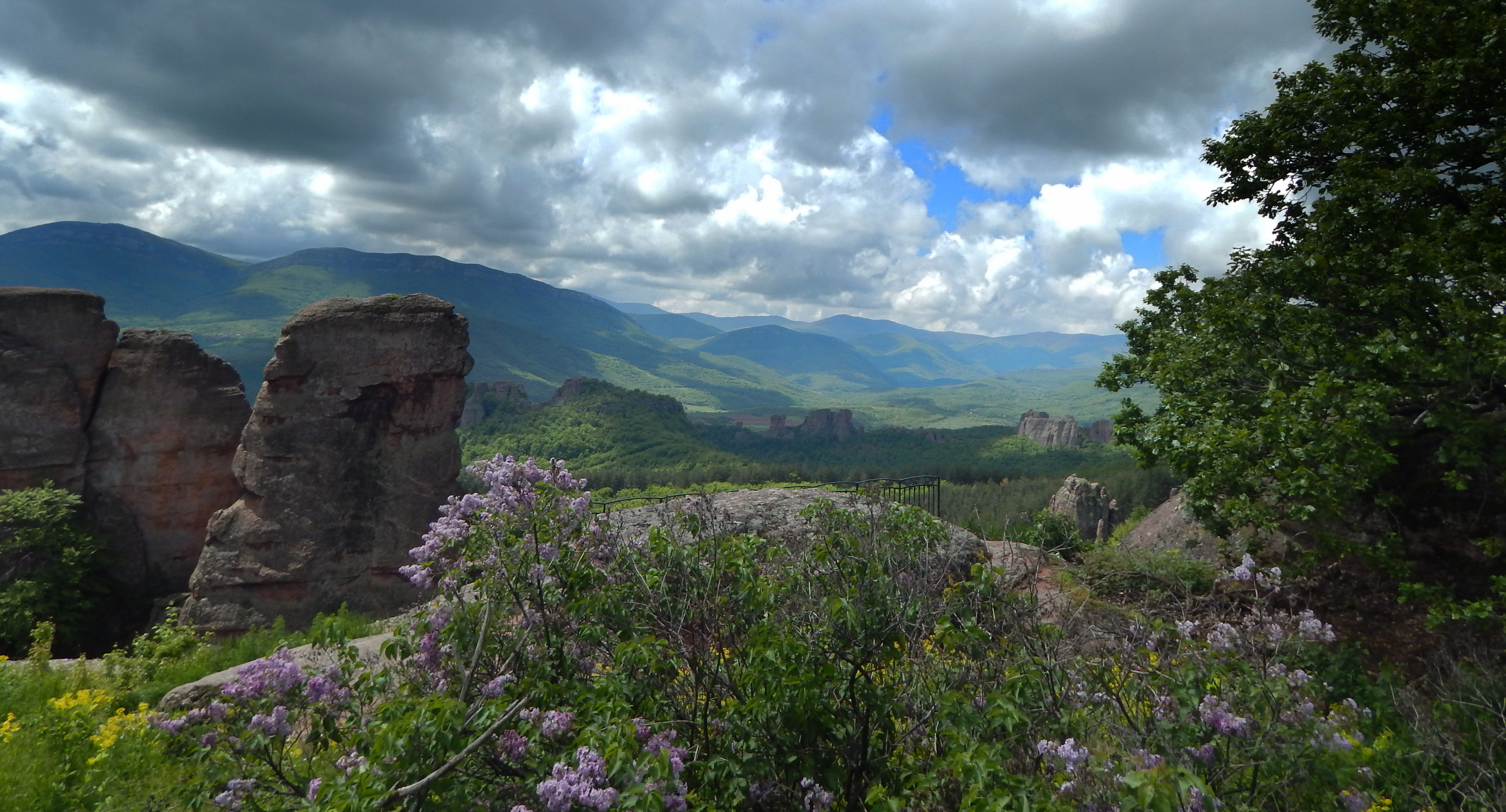
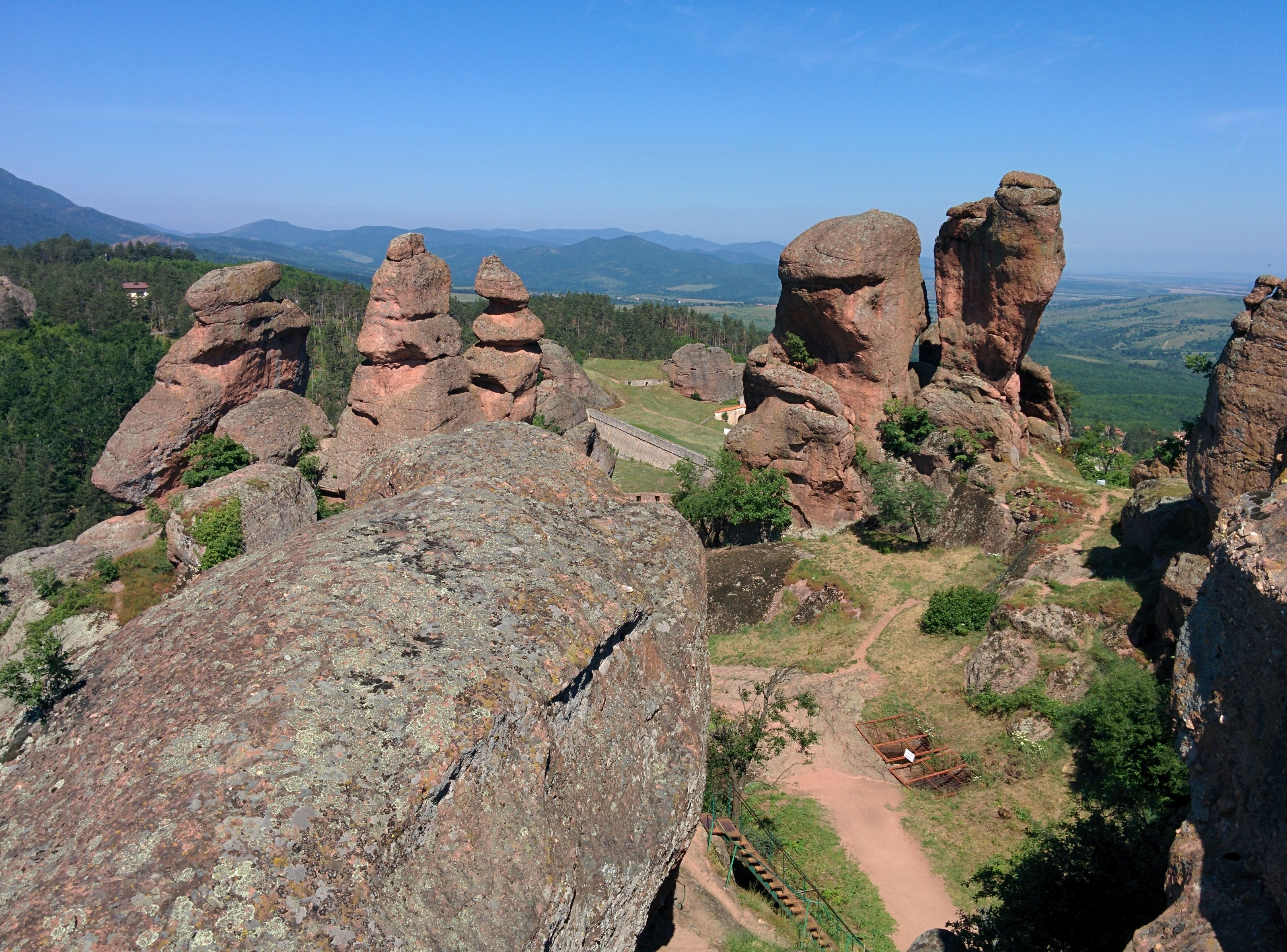